# Pravednik Stepinac
Pravednik Stepinac hrvatski je dokumentarno-igrani film o hrvatskom blaženiku i velikom mučeniku Katoličke Crkve, Alojziju Stepincu. Cjelovito govori o blaženiku Alojziju Stepincu, te o događajima ključnim za hrvatski narod u 20. stoljeću. Redatelj je Jakov Sedlar.

## Vanjske poveznice
- Najava na YouTubeu